# Leuronota michoacana
Leuronota michoacana är en insektsart som beskrevs av Ferris 1928. Leuronota michoacana ingår i släktet Leuronota och familjen spetsbladloppor. Inga underarter finns listade i Catalogue of Life.